# El Puerto de Santa María (stacja kolejowa)
El Puerto de Santa María – stacja kolejowa w El Puerto de Santa María, w Andaluzji, w Hiszpanii. Stacja znajduje się na zewnątrz historycznego centrum miasta. Stacja jest przystosowana do obsługi pociągów dużych prędkości AVE. Pomiędzy tą stacją a Jerez de la Frontera znajdowała się pierwsza linia zbudowana w Andaluzji.

## Połączenia
- Barcelona Sants
- Cádiz
- Jerez de la Frontera
- Madryt Atocha
- Sevilla Santa Justa

Obecnie budowana jest linia dużej prędkości AVE pomiędzy Kadyksem a Sewillą.